# Richard Angelo
Richard Angelo (29 augustus 1962) is een Amerikaans voormalig verpleger en veroordeeld moordenaar. Hij werkte in het Good Samaritan Hospital, in New York. In 1989 werd hij veroordeeld voor de moord op een aantal van zijn patiënten, en veroordeeld tot levenslange gevangenisstraf.

## Jeugd en studententijd
Angelo werd geboren in 1962, beide ouders werkten in de onderwijssector. Zijn moeder was een leraar economie en zijn vader was decaan voor het Lindenhurst schooldistrict op Long Island. Hij studeerde af aan de St. John the Baptist Diocesane High School in 1980, en meldde zich kort daarna aan voor een twee jaar durende verpleegkundige opleiding aan Farmingdale State College, waar hij werd beschouwd als een goede student.

## Arrestatie
Hij kwam voor het eerst onder de aandacht van het Amerikaans publiek in oktober 1987 toen hij werd verdacht van het vergiftigen van een patiënt in het Good Samaritan Hospital op Long Island, waar hij werkte als verpleger. Hij werd beschuldigd van het injecteren van Gerolamo Cucich met een geneesmiddel in zijn Nervus trochlearis. Omdat hij zich niet goed voelde na de injectie riep hij een andere verpleegster om hem te helpen. Later werden grote hoeveelheden Pavulon in zijn urine gevonden, die hem niet waren voorgeschreven. Angelo werd gearresteerd voor de aanval op de 73-jarige patiënt, omdat hij de enige was die aan de gegeven beschrijving voldeed. (een zwaargebouwde man met een donkere baard en een bril.)
Na zijn arrestatie bekende Angelo nog enkele ander patiënten te hebben vergiftigd met Pavulon en Anectine. Als gevolg hiervan werden wel dertig dan onlangs overleden patiënten opgegraven en onderzocht op sporen van de krachtige verlammende stoffen. Later werd geconcludeerd dat Angelo minstens 35 mensen had vergiftigd in het ziekenhuis tijdens de periode van zeven maanden dat hij er werkte. Zijn daden hadden uiteindelijk geresulteerd in tien sterfgevallen. Hij beweerde dat zijn motief was om zichzelf af te schilderen als een held. Na de vergiftiging van zijn slachtoffers, zou hij wachten tot ze een hartstilstand zouden krijgen, om ze vervolgens voor de ogen van zijn collega's succesvol te reanimeren.
Angelo, die bekend werd als de 'Engel des Doods', werd voor meer dan een jaar vastgehouden in Suffolk County Jail, in afwachting van zijn proces. Hij weigerde om zijn 50.000 dollar borg te betalen, uit angst voor zijn veiligheid, gezien het high-profile karakter van de zaak.

## Oordeel
In december 1989 werd Angelo schuldig bevonden van meerdere ernstige strafbare feiten: moord, strafrechtelijk doodslag door nalatigheid en aanranding in verband met de dood van vier patiënten. Daarnaast werd hij verdacht verantwoordelijk te zijn geweest voor een aantal andere doden. Op 25 januari 1990 werd hij veroordeeld tot 50 jaar tot levenslange gevangenisstraf. Hij was 27 jaar oud.